# Festival Omladina 1967.
```
                            
Festival Omladina
 1967
```

```
  Popis pjesama, autora glazbe, autora teksta i izvođača.
  Pjesme se izvode u dvije izvedbe ( alternacije ) i u dva aranžmana.
```

```
     1. Ti moraš znati ( Georgi Dimitrovski -  ) - Zoran Milivojević - Blaga Petreska
     2. Veterot, ti i jas ( Georgi Dimitrovski ) - Blaga Petreska - Mihajlo Dimitrijević
     3. sanjarenje ( Vojkan Borisavljević -  ) - Diego Varagić - Miodrag Popov
     4. Ljubav na plaži ( Vojkan Borisavljević - ) - Milica Štrbac - Selma Koluder
     5. Kaži mi ( Slave Dimitrov ) - Slave Dimitrov - Stojan Zerzeski
     6. Neću takvu ljubav ( Mihajlo Kovač ) - Mihajlo Kovač - Seka Kojadinović
     7. Poklonjeni svet ( Tomislav Popović ) - Marija Babić - Kemal Monteno
     8. Bili smo tako mladi ( Marko Tipurić 9 - Marija Maravić - Zoran Milivojević
     9. Svi moji prijatelji ( Jerko Rošin ) - Vjekoslav Jutt - Milan Mutavdžić
     10. Lipo je živit ( Jerko Rošin ) - Seka i Koja Kojadinović - kvartet Rebus
     11. Sunčana ( Ifeta Olujić ) - Mihajlo Dimitrijević - Diego Varagić
     12. Te ljubam ko nebo ( Simeon Gerasimov ) - Slave Dimitrov - Stojan Zerzevski
     13. Ljubav u troje ( Stevan Burka ) - Milica Štrbac - Selma Koluder
     14. Bio sam daleko ( Lajoš Pongo ) - Ivica Martinčević - Kemal Monteno
     15. još pamtim ( Tibor Balaš ) - Milan Mutavdžić - Katica Bidleg
     16. Stani za čas ( Tibor Balaš ) - Ljiljana Petrović mlađa - vjekoslav Jutt
     17. Dok sam bila s drugim ( Tibor Balaš ) - Marija Babić - Katica Bidleg
     18. Sunčan dan, kišni dan ( Tibor Balaš ) - Ivica Martinčević - kvartet Rebus
     19. Tri dana ( Tibor Balaš ) - Ljiljana Petrović mlađa - Marija Maravić
     20. druga ljubav ( Janko Solak ) - Mihajlo Kovač - Miodrag Popov
```

```
        Nagrade stručnog žirija :  1. 
```

Izvori : ilustrirani tjednik Studio, internetska stranica Sva ta muzika.

## Vanjske poveznice
- (srp.) Festival Omladina  Arhivirana inačica izvorne stranice od 29. prosinca 2018. (Wayback Machine)
- (srp.) Facebook
- (srp.) Subotica.com